# Случаи ложного срабатывания систем предупреждения о ракетном нападении
Слу́чаи ло́жного сраба́тывания систе́м предупрежде́ния о раке́тном нападе́нии регулярно имели место в период холодной войны. Некоторые из них впоследствии, после обнародования ранее секретных данных, стали предметом газетных сенсаций, но абсолютное большинство ранее не предававшихся огласке случаев по мере рассекречивания не стали объектом пристального интереса со стороны прессы. Современные историки склонны рассматривать данные ситуации как критические для существования человеческой цивилизации, поскольку мир, по их мнению, находился на пороге глобальной ядерной войны. Специалисты по вопросам ПРО не склонны переоценивать роль и значение указанных ситуаций на ход мировой истории.

## Причины
Причинами ложного срабатывания систем предупреждения является группа технических факторов:
- Неисправность или сбой в работе аппаратных средств

- Фиксирующей оптической или радиолокационной аппаратуры большого радиуса
- Обрабатывающей электронно-вычислительной аппаратуры
- Приёмо-передающей аппаратуры связи

- Сбой в работе программного обеспечения одного из вышеперечисленных компонентов
- Естественные факторы помеховой обстановки

- Отблики солнечного света от водной поверхности и волн могли восприниматься электроникой средств оптической разведки как запуск БРПЛ из-под воды
- Температурные перепады в наблюдаемом секторе пространства могли восприниматься приёмниками ИК-излучения как запуск МБР шахтного базирования.

Для создания эффективных алгоритмов определения степени серьёзности угрозы при каждом очередном срабатывании систем предупреждения, обеими сторонами проводились многочисленные научно-исследовательские работы по математическому моделированию и компьютерной симуляции атаки противника для определения наиболее вероятных подлётных маршрутов ракет (почти все курсы МБР пролегали через Северный полюс, так как через него проходит кратчайший путь между США и СССР). Данные обобщались, на основании чего в ПО вносились соответствующие изменения, совершенствовался логический аппарат цифровых вычислительных комплексов систем ПРО.

## Статистика
По мере автоматизации систем предупреждения, количество ложных срабатываний начинает возрастать, к 1979—1980 гг. возрастает до нескольких срабатываний в сутки. В журналах боевого дежурства офицеров на пункте управления NORAD в Шайенн-маунтин в первой половине 1980 года регистрируется свыше десяти случаев срабатывания СПРН в сутки. По мере увеличения случаев срабатывания командование NORAD изменило процедуры обработки поступающих данных, если до этого каждый случай срабатывания именовался «атакой», которая могла быть признана либо истинной, либо ложной (что происходило в 100 % случаев), то после изменения процедурных требований формулировка «атака» более не употреблялась. На протяжении 1979 года было произведено 1544 сеанса конференц-связи со штабом ВВС (в распоряжении которого находятся американские стратегические ракетные войска), связанных с настройкой и функционированием системы СПРН, преимущественно по вопросам, не связанным с угрожающими или предположительно угрожающими ракетными пусками. Однако 78 из них проводились с целью оценки потенциальной угрозы детектированного пуска для Североамериканского континента. В первой половине 1980 года было произведено 2159 сеансов конференц-связи, из которых «предположительно угрожающим» пускам было посвящено 69.

## Случаи, получившие огласку
- 5 октября 1960 года — на пункт управления NORAD поступил сигнал о зафиксированном станцией дальнего обнаружения Туле в Гренландии массированном советском ракетном ударе межконтинентальными баллистическими ракетами по США. По стечению обстоятельств контрудара не последовало, поскольку, во-первых, указанный случай произошёл до начала Карибского кризиса и напряжённость в советско-американских отношениях ещё не достигла тогда своего пика, во-вторых, в указанное время Н. С. Хрущёв находился в Нью-Йорке с официальным визитом во главе советской делегации, на заседании Генеральной ассамблеи ООН. Расследование показало, что ложное срабатывание было спровоцировано отражённым от лунной поверхности радиосигналом[5].
- 24 ноября 1961 года — главный командный пункт Стратегического командования ВВС США одновременно потерял связь с NORAD и с постами системы раннего обнаружения баллистических ракет[англ.]. Обрыв линии был воспринят как последствие нанесения противником удара. Было отдано распоряжение на взлёт дежурным экипажам стратегических бомбардировщиков, но с дежурившего в воздухе над авиабазой Туле (передового пункта дислокации американской системы ПРО) самолёта B-52 была получена информация об отсутствии визуально различимых признаков нанесения ядерного удара по американским объектам на острове. Причиной инцидента, как позже выяснилось, стала ошибка оператора станции связи AT&T в Блэк-Форест, Колорадо[6].
- 28 октября 1962 года — в разгар Карибского кризиса четыре секретные ракетные базы на Окинаве получили приказ на запуск крылатых ракет MGM-13 Mace с термоядерными зарядами Mark 28. Приказ был прислан по радиосвязи, причём шифры приказа совпали с теми, что были в секретном конверте с инструкциями. Капитан Уильям Бассетт (William Bassett), являвшийся управляющим запуском ракет на одной из баз, вскрыв конверт с целями, выяснил, что три из четырёх предполагаемых целей не являются советскими объектами. Это, а также шкала готовности DEFCON, находившаяся тогда на втором уровне (использование оружия массового поражения предусматривалось только первым уровнем), вызвали подозрения у Бассета. Офицер другой окинавской базы также подтвердил, что в его приказе есть те же несоответствия. Капитан принял решение отложить запуск ракет, позвонил в центр управления ракетами, солгал о том, что не получил чёткий приказ, и затребовал его явное подтверждение. Также он приказал двум вооружённым солдатам застрелить дежурного офицера, если тот предпримет попытку запуска ракет без его прямого приказа или без официального повышения уровня боеготовности до DEFCON 1. В итоге Бассет и его коллеги по остальным базам получили чёткий приказ не производить запуск. Бассет потребовал от своих подчинённых хранить молчание о произошедшем. Об этом инциденте стало известно только в 2015 году со слов Джона Бордна, служившего на базе сержантом-механиком[7]; служившие на ракетных базах военнослужащие сомневаются в достоверности этого инцидента[8].
- 9 ноября 1965 года — Управление гражданской обороны[англ.] при Администрации президента США расценило массовое отключение электричества в стране как результат ядерного удара и привело силы ГО в полную готовность. Контрольно-измерительные приборы, размещавшиеся вокруг крупнейших американских городов для контроля электромагнитного фона показали значения, эквивалентные фону, возникающему в результате ядерного взрыва[6].
- 23 мая 1967 года — посты радиолокационного наблюдения NORAD, расположенные за полярным кругом, зафиксировали мощное фоновое излучение и помехи, которые были восприняты как радиоэлектронное подавление для сокрытия запущенных советских ракет. Дежурные экипажи стратегической бомбардировочной авиации получили распоряжение на взлёт, но затем последовал приказ об отбое тревоги. Причиной ложного срабатывания, как позже выяснилось, была солнечная радиация в результате мощной солнечной вспышки в сочетании с корональным выбросом. Наибольшая радиоактивность в земной атмосфере наблюдалась над полюсами, где толщина атмосферы и озонового слоя наименьшая[9].
- 13 января 1978 года в 9:08 от Иркутского узла системы предупреждения о ракетном нападении поступила информация об обнаружении китайской баллистической ракеты, атакующей территорию СССР. На командном пункте системы предупреждения о ракетном нападении была сформирована и выдана на оповещаемые пункты управления информация предупреждения «Внимание. Старт. Ракетное нападение». Причиной формирования информации предупреждения стал запуск имитатора удара баллистическими ракетами на Иркутском узле в ходе его подготовки к посещению секретарём ЦК КПСС, отвечавшим в то время за оборонные вопросы[10].
- 30 июля 1978 года в 20:00:05 Иркутский узел системы предупреждения о ракетном нападении обнаружил плановый пуск китайской баллистической ракеты с точкой падения на территории Китая в пустыне Такла-Макан, вблизи стыка границ Китая, Афганистана и СССР. Но боевой программой были сформированы и выданы на оповещаемые пункты управления сигналы «Внимание. Старт. Ракетное нападение», чего по логике боевой работы не должно было быть. Через 25 секунд программа «исправила» свою ошибку, указав точку падения на территории Китая. Причиной оказалось то, что с целью экономии машинной памяти конфигурация защищаемого района не совпадала с фактической линией границы[11].
- В марте 1979 года расчёт КП СПРН, проводя функциональный контроль боевой программы резервной ЭВМ, не заслушав доклад об отключении эталонной траектории (траектория полёта баллистической ракеты с базы США на один из городов СССР), ввёл ЭВМ в боевой режим. Произошла ложная тревога[12].
- 9 ноября 1979 года — на пункт управления NORAD пришли данные о зафиксированном средствами космической разведки массированном советском ракетном обстреле США с применением как МБР, так и БРПЛ. Данные об атаке были переданы на информационные табло NORAD, Национального командного центра[англ.] в Пентагоне, штаба Тихоокеанского командования США в Гонолулу, а также других штабов и органов управления. Данные со спутников с высокой точностью соответствовали предполагаемым сценариям советского ракетного удара. Около тысячи дежурных расчётов МБР «Минитмен» получили команду привести ракеты в боевую готовность, было поднято десять истребителей-перехватчиков для визуальной и приборной верификации подлетающих ракет, через шесть минут после получения сигнала атака была признана ложной[2].
- В конце 1970-х годов на КП СПРН была сформирована и выдана на оповещаемые пункты информация предупреждения «Внимание. Старт. Ракетное нападение». Причиной формирования информации предупреждения стал запуск программы имитации ракетного удара на КП корпуса ПРО[13].
- 15 марта 1980 года — в ходе советских военно-морских учений в районе Курильских островов с одной из атомных подводных лодок была запущена БРПЛ. Со станций дальнего обнаружения были получены данные, что ракета летит в направлении США. Впоследствии информация не подтвердилась[14].
- 6 апреля 1980 года с 17:25 до 17:26:30 и с 17:30 до 17:59 от Рижского узла была выдана информация предупреждения по мощной шумовой помехе. Источником помехи оказалось Солнце. В ИЗМИР АН подтвердили, что на Солнце в это время произошла мощнейшая вспышка[15].
- 3 июня 1980 года — в 2:26 по Североамериканскому восточному времени на главный командный пункт Стратегического командования ВВС США пришли данные о запуске двух БРПЛ в направлении США. Через 18 секунд на табло появились точки запусков множества других БРПЛ. Оперативный дежурный на КП отдал распоряжение дежурным экипажам стратегической бомбардировочной авиации немедленно на взлёт, связался с пунктом управления NORAD, которые ответили ему, что ими не зафиксировано ни одного пуска. Вскоре с табло исчезли все точки запуска, спутники и РЛС ДО не обнаруживали наличия запущенных ракет в воздушном или околоземном пространстве по ранее полученным координатам. Экипажи бомбардировщиков получили распоряжение выключить двигатели, но оставаться в кабинах. Вскоре на КП Стратегического командования ВВС последовал сигнал о пуске МБР с территории Советского Союза в направлении США. Такие же данные были получены дежурным офицером Национального командного центра в Пентагоне. Дежурные офицеры на командных пунктах СК ВВС, NORAD, НКЦ Министерства обороны, запасного национального командного центра[англ.] в Рейвен-Рок и Тихоокеанского командования провели селекторное совещание. Командующий NORAD генерал авиации Джеймс Хартингер признал срабатывание ложным, дежурный НКЦ как старший в цепочке принятия решений распорядился прекратить совещание, дежурный на КП Стратегического командования отдал приказ экипажам бомбардировщиков возвратиться в дежурный модуль. Анализ обстановки после получения исходного сигнала занял несколько минут[16].
- 6 июня 1980 года — в 15:38 по Североамериканскому восточному времени, несмотря на комплекс организационных и технических мер по устранению обнаруженных неполадок, практически повторилась ситуация 3 июня, причиной вновь стал сбой в обработке данных АСУ пункта управления NORAD. Дежурные экипажи вновь заняли места в кабинах, после чего вернулись обратно. Командование NORAD распорядилось перевести работу АСУ с основного на запасной ЦВК[17]. По итогам этих двух инцидентов 3 и 6 июня, в период с 20 июня до 9 октября 1980 г. проводилось расследование специальной комиссией Сената США во главе с сенаторами Гэри Хартом и Барри Голдуотером[18].
- 12 августа 1981 года Мурманский узел был подавлен мощной помехой. На оповещаемые пункты была выдана информация предупреждения. Причиной оказалось включение аппаратуры дистанционного зондирования Земли на спутнике «Интеркосмос-19» при прохождении его через зону действия РЛС[19].
- 25 декабря 1982 года по данным Севастопольского и Балхашского узлов была выработана информация предупреждения по причине мощной шумовой помехи от Солнца[15].
- 26 сентября 1983 года спутниковая система обнаружения стартов ракет УС-К «Око» по причине засветки датчиков обнаружения солнечными лучами, отражёнными от облаков, выдала на КП СПРН данные о запуске МБР с территории США. (Строго говоря, этот случай не является случаем ложного срабатывания СПРН. Это было ложное срабатывание одной из подсистем СПРН, не приведшее к выдаче на оповещаемые пункты управления ложной информации предупреждения).
- В сентябре 1985 года при проведении испытательного пуска отечественной баллистической ракеты на нештатную высоту 4000 километров Балхашский узел выработал информацию предупреждения. Причина — не сработал алгоритм «Своя БР» на КП СПРН[20].
- 25 января 1995 года — Норвежский ракетный инцидент: российская СПРН распознала мирный ракетный запуск в качестве возможной внезапной ядерной атаки против России. Запущенная ракета Black Brant XII во время взлёта была похожа на баллистическую ракету Trident, состоявшую на вооружении подводного флота США. По неустановленной причине персонал СПРН не получил уведомления о проведении мирного ракетного запуска, заранее переданного Норвегией по дипломатическим каналам. Из опасения, что обнаруженный запуск является началом внезапной ядерной атаки, Ракетные войска стратегического назначения РФ были приведены в боевую готовность. В ходе инцидента президент России Борис Николаевич Ельцин использовал «ядерный чемоданчик», с помощью которого мог нанести ответно-встречный ядерный удар по США.
- В 2012 году на ЦКП ГШ ВС РФ с КП Главного центра ПРН выдана ложная информация «Внимание. Старт. II эшелон» по результатам функционирования Балхашского и Софринского узлов ввиду несогласованности в работе боевых программ. По мнению генерала С. А. Лобова, бывшего в то время заместителем командующего Войсками ВКО, одной из главных причин формирования и выдачи информации предупреждения явилась разобщённость взаимодействующих систем ПРН, ПРО и ККП вследствие ликвидации управления 3-й ОА РКО (ОН) и создания космического командования в составе Войск ВКО[21].
- В августе 2015 года повторилась ситуация 2012 года. РЛС «Дунай-3У», входившая в состав Главного центра ККП, выдала ложную информацию на КП СПРН. Боевые расчёты узла и Главного центра ККП оказались не готовы взаимодействовать в данной ситуации[21].

## Отражение в искусстве
- Ложное срабатывание системы предупреждения о ракетном нападении лежит в основе сюжета поэмы Александра Ковалёва «Три минуты по Гринвичу», опубликованной в 1985 году в газете «Собеседник» под названием «Если не мы, то кто?».